# 南开大学深圳研究院
南开大学深圳研究院，简称南开大学深研院，现位于深圳市盐田区盐田科技大厦和现代产业服务中心。
2000年10月，南开大学深圳研究院获深圳市批准设立。位于深圳市南山区科苑南路深圳虚拟大学园内。
2019年10月，研究院与盐田区政府签署战略合作协议，在科学研究、成果转化、人才培养、社会服务、合作交流等方面开展全面合作。
2020年7月，研究院将住所地正式迁址到盐田区（在深圳市南山区设立办事处），成为盐田区首个高校科研机构。
2023年2月，研究院获批设立博士后创新实践基地，具备联合流动站招收、培养博士后研究人员资格。